# Stazzona (Italia)
Stazzona (Stazzuna in dialetto comasco, AFI: /ʃtaˈtsuna/) è un comune italiano di 600 abitanti della provincia di Como in Lombardia.

## Geografia fisica
Distribuito su più frazioni, il comune di Stazzona è localizzato alle falde del Monte Cortafon.

## Origini del nome
Il toponimo deriva dalla presenza di una stazione di posta lungo la mulattiera che da Dongo portava al passo San Jorio.

## Storia
Il ritrovamento, nel 1915, di una punta di lancia probabilmente romana nei pressi del passo san Jorio dimostra che la zona ove oggi si trova Stazzona fosse battuta dall'uomo fin dall'antichità.
Le più antiche attestazioni dell'esistenza della località di Stazzona risalgono al XIII secolo. Gli annessi agli Statuti di Como del 1335 riportano il “comune loci conscilii de Stazona” tra le comunità facenti parte della pieve di Dongo, della quale Stazzona seguì le sorti anche durante il periodo del Ducato di Milano.
Nel XVI secolo la località è attestata come Commune Stazonae montis dongi lacus et episcopatus Comi (1536), Commune Stationae montis super dongum (1549) o Communitas Stazonae Trium plebium superiorum Larij Lacus (1597).
Nel corso dei secoli e in modo particolare nel Settecento Stazzona fu interessata da un interessante fenomeno di emigrazione, in modo particolare verso Bologna e Palermo.
Un decreto di riorganizzazione amministrativa del Regno d'Italia napoleonico datato 1807 sancì l'annessione di Stazzona al comune di Consiglio di Rumo, decisione cancellata dalla Restaurazione.
Dal 1928 al 1954 Stazzona formò un unico comune con Germasino.

### Simboli
Lo stemma comunale non è ancora stato ufficializzato da un decreto legge.

## Monumenti e luoghi d'interesse

### Architetture religiose

#### Parrocchiale di San Giuliano

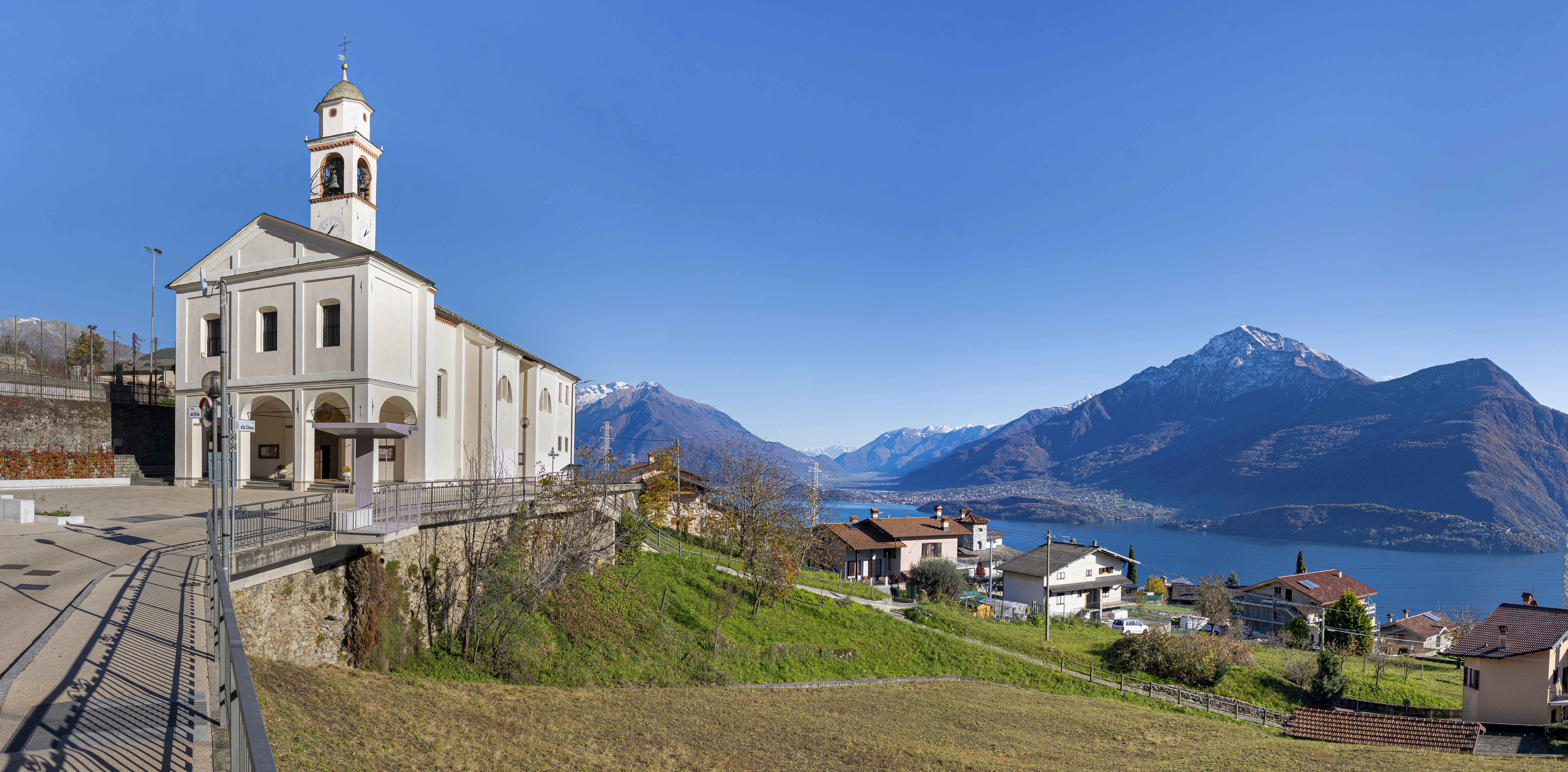
Chiesa di San Giuliano

La chiesa di San Giuliano (XVI secolo), fu consacrata nel 1533, dopo esser stata ampliata a partire da una struttura del XIV secolo, documentata già nel 1337. Venne elevata al rango di parrocchiale nel 1885.
Della chiesa originaria sopravvivono oggi solamente tre archi a sesto acuto, visibili all'interno della chiesa. La facciata, introdotta da un portico costruito nel XVII secolo, è del Quattrocento.
Internamente, numerosi decorazioni pittoriche: nell'abside, un Paradiso di Giovanni Paolo Recchi (1673) e una Strage degli Innocenti di Giulio Quaglio; a quest'ultimo si deve anche l'affresco di una Ultima cena (1726) collocato nella parete destra del presbiterio; la cappella del Rosario, ospita invece affreschi di Giovanni Battista della Rovere (1619). Agli stazzonesi emigrati a Palermo si devono le ante di copertura dell'antico organo.

#### Chiesa di San Gottardo
Costruita per rispondere alle esigenze della comunità di Vergosio, la chiesa di San Gottardo (XVI secolo) presenta una facciata affrescata,  introdotta da un porticato finanziato dagli emigrati stazzonesi a Londra.

### Altro
Più a monte rispetto all'odierno abitato Stazzona si trova il nucleo di Vergosio, abbandonato durante la peste del 1630, che comprende alcune case sulle quali si conservano tracce di affreschi.

## Società

### Evoluzione demografica

#### Demografia pre-unitaria
- 1751: 508 abitanti[7]
- 1771: 560 abitanti[15]
- 1805: 533 abitanti[8]
- 1809: 570 abitanti (prima dell'annessione a Consiglio di Rumo)[8]
- 1853: 714 abitanti[9]

#### Demografia post-unitaria
Abitanti censiti

## Cultura

### Eventi
Ogni anno, per tutto il mese di agosto, si tiene in paese la "Sagra dei crotti".
25 marzo festa della B.V. Annunciata (la celebrazione viene generalmente spostata alla domenica successiva la ricorrenza).

## Geografia antropica
Attualmente il comune di Stazzona comprende le frazioni di Morbio, Selva, Cassia, Villa, Loro, Castanedo e Vanzonico. Una volta si contavano anche il nucleo Luvrì, situato non in prossimità della chiesa parrocchiale, e Vergosio (700 m s.l.m.) antico nucleo oggi in rovina.

### Annotazioni
1. ↑  Per il dialetto comasco, si utilizza l'ortografia ticinese, introdotta a partire dal 1969 dall'associazione culturale Famiglia Comasca nei vocabolari, nei documenti e nella produzione letteraria.

### Fonti
1. 1 2   Bilancio demografico mensile anno 2025 (dati provvisori), su demo.istat.it, ISTAT.
2. ↑   Classificazione sismica (XLS), su rischi.protezionecivile.gov.it.
3. ↑   Tabella dei gradi/giorno dei Comuni italiani raggruppati per Regione e Provincia (PDF), in Legge 26 agosto 1993, n. 412, allegato A, Agenzia nazionale per le nuove tecnologie, l'energia e lo sviluppo economico sostenibile, 1º marzo 2011,  p. 151. URL consultato il 25 aprile 2012 (archiviato dall'url originale il 1º gennaio 2017).
4. ↑   AA. VV., Dizionario di toponomastica. Storia e significato dei nomi geografici italiani., Milano, Garzanti, 1996,  p. 637, ISBN 88-11-30500-4.
5. 1 2 3 4 5 6 7 8 9  Borghese, p. 410.
6. 1 2 3 4 5 6   Comune di Stazzona, su comune.stazzona.co.it. URL consultato il 17 maggio 2020.
7. 1 2   Comune di Stazzona, sec. XIV - 1757 – Istituzioni storiche – Lombardia Beni Culturali, su lombardiabeniculturali.it. URL consultato il 17 maggio 2020.
8. 1 2 3   Comune di Stazzona, 1798 - 1809 – Istituzioni storiche – Lombardia Beni Culturali, su lombardiabeniculturali.it. URL consultato il 17 maggio 2020.
9. 1 2   Comune di Stazzona, 1816 - 1859 – Istituzioni storiche – Lombardia Beni Culturali, su lombardiabeniculturali.it. URL consultato il 17 maggio 2020.
10. ↑   Comune di Stazzona, 1859 - 1928 – Istituzioni storiche – Lombardia Beni Culturali, su lombardiabeniculturali.it. URL consultato il 17 maggio 2020.
11. ↑   Comune di Stazzona Germasino, 1928 - 1954 – Istituzioni storiche – Lombardia Beni Culturali, su lombardiabeniculturali.it. URL consultato il 17 maggio 2020.
12. ↑   Chiesa di S. Giuliano - complesso, Via alla Chiesa - Stazzona (CO) – Architetture – Lombardia Beni Culturali, su lombardiabeniculturali.it. URL consultato il 17 maggio 2020.
13. 1 2 3  Tenchio, p. 41.
14. ↑   Chiesa di S. Gottardo - complesso, Stazzona (CO) – Architetture – Lombardia Beni Culturali, su lombardiabeniculturali.it. URL consultato il 17 maggio 2020.
15. ↑   Comune di Stazzona, 1757 - 1797 – Istituzioni storiche – Lombardia Beni Culturali, su lombardiabeniculturali.it. URL consultato il 17 maggio 2020.
16. ↑  Dati tratti da:
  -  Popolazione residente dei comuni. Censimenti dal 1861 al 1991 (PDF), su ebiblio.istat.it, ISTAT.
  -  Popolazione residente per territorio - serie storica, su esploradati.censimentopopolazione.istat.it.
Nota bene: il dato del 2021 si riferisce al dato del censimento permanente al 31 dicembre di quell'anno.